# Pietro Collevaccino
Pietro Collevaccino (Benevento, seconda metà XII secolo – Roma, 29 settembre 1219) è stato un cardinale e vescovo cattolico italiano.

## Biografia
Nacque a Benevento da una famiglia nobile nella seconda metà del XII secolo.
Fu lettore di diritto canonico a Bologna, poi subdiacono apostolico e poi notaio presso la Curia romana. Nel 1210 fu incaricato da papa Innocenzo III di compilare la raccolta dei decreti papali dei primi dodici anni di pontificato, che venne promulgata con la bolla Devotioni vestrae.
Nel concistoro del 18 febbraio 1212 fu creato cardinale-diacono di Santa Maria in Aquiro. Sottoscrisse le bolle papali emesse tra il 15 marzo 1212 e il 7 marzo 1216; una emessa il 13 aprile 1216 e quelle emesse tra il 19 aprile 1217 e il 7 agosto 1219.
L'11 giugno 1213 fu uditore nella vertenza tra il capitolo e le autorità cittadine di Laon, che si concluse con la revoca della scomunica comminata dal capitolo e confermata dal vescovo.
Tra il 1214 e il 1215 fu legato apistolico presso nelle province di Embrun, Arles, Aix e Narbona, al tempo sotto la sovranità di Pietro, re di Aragona. Al tempo in Provenza si era conclusa la crociata promossa dal papa contro gli albigesi, che era stata condotta dal conte Simone IV di Montfort, il quale aveva colto l'occasione della lotta contro gli eretici per estendere i confini del suo dominio territoriale ed eliminare alcuni dei principali signori della regione. Il re Pietro all'inizio del 1213 formò una coalizione con i conti di Tolosa, di Foix e di Comminges e il 12 settembre successivo, presso la città di Muret, fu sconfitto in modo decisivo da Simone IV di Montfort e nel corso della battaglia lo stesso re d'Aragona trovò la morte. In questa situazione complicata il cardinale Collevaccino doveva riportare all'obbedienza cattolica i principali sostenitori degli albigesi, come il conte di Comminges, il conte di Foix, il visconte di Béarn, il conte di Tolosa ed il visconte Narbona, offrendo in cambio sufficienti garanzie. Riuscì inoltre a far liberare l'infante d'Aragona, Giacomo, che era tenuto prigioniero da Simone di Montfort; con l'infante partì, poco dopo la conciliazione con il visconte di  Narbona, per l'Aragona. Il cardinale accompagnò il giovane sovrano fino a Lérida, dove le Cortes gli prestarono giuramento di fedeltà e nominarono il suo tutore nella persona del conte Sancio di Roussillon.
Da ultimo il cardinale cercò di mediare tra il conte di Montfort, che aveva ampliato notevolmente i propri domini, e gli altri signori che da lui erano stati espropriati.
Successivamente fu legato in Francia. Al concilio di Digione scomunicò il re di Francia; partecipò al councilio di Montpellier probabilmente con il cardinal Pietro di Morra. Partecipò all'elezione papale del 1216, che elesse papa Onorio III. Prima del 10 novembre 1216 optò per l'ordine dei cardinali-presbiteri e per il titolo di San Lorenzo in Damaso.
Il 19 aprile 1217 optò per l'ordine dei cardinali-vescovi e per la sede suburbicaria di Sabina; fu consacrato vescovo da papa Onorio III nel dicembre 1217.
Morì a Roma il 29 settembre 1219, anche se alcune fonti riportano 1220.

## Genealogia episcopale
La genealogia episcopale è:
- Papa Gregorio IX
- Papa Onorio III
- Cardinale Pietro Collevaccino